# Wilhelm Cramer (Dirigent)

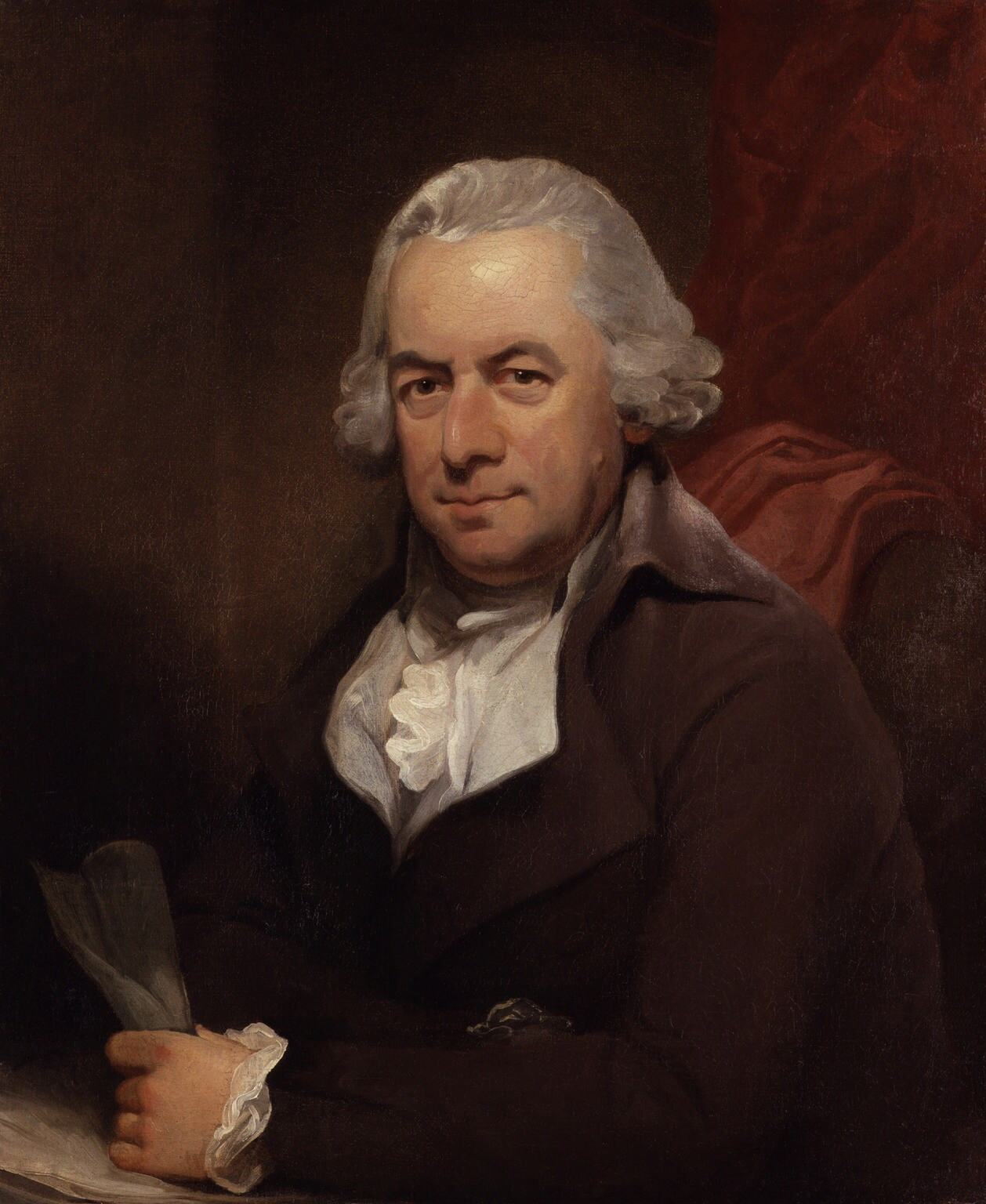
Johann Wilhelm Cramer

Johann Wilhelm Cramer, auch William Cramer bzw. Wilhelm Kramer (getauft 2. Juni 1746 in Mannheim; † 5. Oktober 1799 in London, England) war ein deutscher Komponist, Violinist und Dirigent.

## Leben
Wilhelm Cramer, Sohn des Johann Jacob Cramer und der Sybilla Catharina Gentes, war als Violinist bei der kurfürstlichen Hofkapelle angestellt. Er war der bedeutendste ausübende Künstler der Mannheimer Schule und 1772 war er Sologeiger in der kurfürstlichen Hofkapelle. Auf Veranlassung von Johann Christian Bach ging er 1773 mit seiner Familie nach London, wo er Hofkonzerte dirigierte und unter anderem Dirigent des Orchesters der italienischen Oper wurde. Zusätzlich dirigierte er die Concerts of Antient Music, eine Konzertreihe mit Werken, die jeweils wenigstens schon 20 Jahre alt waren, sowie die jährlichen Konzerte des „Musical Fund“, der späteren „Royal Society of Musicians“.
Ein Sohn war der Pianist Johann Baptist Cramer, ein anderer der Komponist Franz Cramer.

## Werke (Auswahl)
- Sechs Triosonaten op. 1
- Sechs Violinsonaten op. 2
- Sechs Streichtrios op. 3
- Sechs Violinsonaten op. 4
- Sechs Violinkonzerte
- La Chasse, Konzertsatz für Violine und Orchester